# Cratyna symplecta
Cratyna symplecta är en tvåvingeart som först beskrevs av Hans-Georg Rudzinski 1991.  Cratyna symplecta ingår i släktet Cratyna och familjen sorgmyggor.
Artens utbredningsområde är Tyskland. Inga underarter finns listade i Catalogue of Life.